# Campeonato Mundial de Remo de 1989
El XIX Campeonato Mundial de Remo se celebró en Bled (Yugoslavia) entre el 6 y el 10 de septiembre de 1989 bajo la organización de la Federación Internacional de Sociedades de Remo (FISA) y la Federación Yugoslava de Remo.
Las competiciones se realizaron en el canal de remo del lago homónimo.

## Medallistas

### Masculino
| Evento                         | Oro | Plata | Bronce |
| ------------------------------ | --- | --- | --- |
| Scull individual M1X           | Thomas Lange RDA | Václav Chalupa Checoslovaquia | Jüri Jaanson URSS |
| Doble scull M2X                | Lars Bjønness · Rolf Thorsen · Noruega · | Ronald Florijn · Nicolaas Rienks · Países Bajos · | Christoph Zerbst · Arnold Jonke · Austria · |
| Cuatro scull M4X               | Hans Keldermann · Jacob Maasdijk · Herman van den Eerenbeemt · Rutger Arisz · Países Bajos ·                                                                                           | Gianluca Farina · Filippo Soffici · Davide Tizzano · Giovanni Calabrese · Italia ·                                                                             | Per-Olof Claesson · David Svensson · Tommy Österlund · Fredrik Hulten · Suecia ·                                                                                   |
| Dos sin timonel M2-            | Thomas Jung Uwe Kellner RDA | Steve Redgrave Simon Berrisford Reino Unido | Karl Sinzinger · Hermann Bauer · Austria · |
| Dos con timonel M2+            | Carmine Abbagnale · Giuseppe Abbagnale · Giuseppe Di Capua (t) · Italia · | Dragoș Neagu Ioan Șnep Marin Gheorghe (t) Rumania | Milan Janša Robert Krašovec Gorazd Slivnik (t) Yugoslavia |
| Cuatro sin timonel M4-         | Thomas Greiner Ralf Brudel Jens Lüdecke Olaf Förster RDA | Raoul Rodriguez John Rusher Thomas Bohrer Richard Kennelly Estados Unidos                                                                                      | William Coventry Ian Wright Alastair Mackintosh Campbell Clayton-Greene Nueva Zelanda                                                                              |
| Cuatro con timonel M4+         | Vasile Tomoiagă Valentin Robu Dimitrie Popescu Vasile Năstase Marin Gheorghe (t) Rumania                                                                                               | Michal Šubrt Pavel Menšík Dušan Vičík Dušan Macháček Jiří Pták (t) Checoslovaquia                                                                              | Steve Turner Matthew Pinsent Gavin Stewart Terence Dillon Vaughan Thomas (t) Reino Unido                                                                           |
| Ocho con timonel M8+           | Jörg Puttlitz Norbert Keßlau Martin Steffes-Mies Dirk Balster Frank Dietrich Marc Mauerwerk Ansgar Wessling Roland Baar Manfred Klein (t) RFA 5:43,88                                  | Stefan Schulz Mario Grüssel Roland Schröder Thomas Woddow Mario Kliesch Holger Rose Thomas Bänsch Hans Sennewald Peter Thiede (t) RDA 5:45,70                  | Timothy Foster Matthew Brittin James Walker Anton Obholzer Jonathan Singfield Richard Phelps Jonathan Searle Jonathan Hulls Adrian Ellison (t) Reino Unido 5:47,01 |
| Scull individual ligero LM1X   | Frans Göbel · Países Bajos · | Wim Van Belleghem · Bélgica · | Alwin Otten RFA |
| Doble scull ligero LM2X        | Christoph Schmölzer · Walter Rantasa · Austria · | José María de Marco · Fernando Climent · España · | Petr Kováč Tibor Groeppel Checoslovaquia |
| Cuatro scull ligero LM4X       | Peter Uhrig Jan Fischer Björn Gehlsen Thomas Melges RFA | Reto Fierz · Philipp Felber · Cirillo Ghielmetti · Markus Gier · Suiza ·                                                                                       | Bruno Boucher Bruno Lebeda Roland Gaillac Thierry Renault Francia                                                                                                  |
| Cuatro sin timonel ligero LM4- | Klaus Altena Stephan Fahrig Michael Buchheit Bernhard Stomporowski RFA | Nerio Gainotti · Alfredo Striani · Dario Longhin · Mauro Torta · Italia ·                                                                                      | Nicholas Strange Nicholas Howe Robin Williams Stuart Forbes Reino Unido                                                                                            |
| Ocho con timonel ligero LM8+   | Enrico Barbaranelli · Roberto Romanini · Franco Falossi · Danilo Fraquelli · Vittorio Torcellan · Carlo Gaddi · Andrea Re · Fabrizio Ravasi · Giuseppe Lamberti (t) · Italia · 5:47,95 | Bo Vestergaard Svend Blitskov Jens Lindhardt Lars Rasmussen Flemming Meyer Michael Sørensen Vagn Nielsen Niels Henriksen Stephen Masters (t) Dinamarca 5:49,38 | Alexander Trautmann Felix Prinz Detlef Glitsch Ingo Grevenmeyer Udo Hennig Sebastian Franke Thomas Palm Erik Ring Jörg Dederding (t) RFA 5:51,15                   |

### Femenino
| Evento                         | Oro | Plata | Bronce                                                                                             |
| ------------------------------ | --- | --- | -------------------------------------------------------------------------------------------------- |
| Scull individual W1X           | Elisabeta Lipă Rumania | Birgit Peter RDA | Katalin Sarlós · Hungría ·                                                                         |
| Doble scull W2X                | Jana Sorgers Beate Schramm RDA | Veronica Cochela Elisabeta Lipă Rumania | Pavlina Alexandrova Magdalena Gueorguieva Bulgaria                                                 |
| Cuatro scull W4X               | Jutta Behrendt Jana Thieme Sybille Schmidt Kathrin Boron RDA | Natalia Kvasha Mariya Omelianovich Svitlana Mazi Irina Kalimbet URSS                                                                         | Pavlina Alexandrova Magdalena Gueorguieva Galina Yajorova Krasimira Tosheva Bulgaria               |
| Dos sin timonel W2-            | Kathrin Haacker Judith Zeidler RDA | Doina Bălan Marioara Curelea Rumania | Stefani Werremeier Ingeburg Althoff RFA                                                            |
| Cuatro sin timonel W4-         | Ute Wagner Annegret Strauch Ina Justh Christiane Harzendorf RDA                                                                                                 | Cao Mianying Hu Yadong Liu Xirong Zhou Shouying China                                                                                        | Adriana Chelariu Mihaela Armășescu Livia Leonte Viorica Neculai Rumania                            |
| Ocho con timonel W8+           | Anișoara Bălan Marioara Curelea Anca Tănase Georgeta Soare Adriana Chelariu Viorica Neculai Livia Leonte Mihaela Armășescu Ecaterina Oancia (t) Rumania 6:07,92 | Liane Justh Ute Wild Ina Grapenthin Annette Hohn Anja Kluge Katrin Schröder Ramona Balthasar Martina Walther Daniela Neunast (t) RDA 6:08,19 | Cao Mianying Zhou Xiuhua Liu Xirong He Yanwen Guo Yang Xiao Hu Yadong Li Ronghua (t) China 6:11,84 |
| Scull individual ligero LW1X   | Kristine Karlson Estados Unidos | Rita Defauw · Bélgica · | Laurien Vermulst · Países Bajos ·                                                                  |
| Doble scull ligero LW2X        | Carey Sands Kristine Karlson Estados Unidos | Philippa Baker Linda de Jong Nueva Zelanda                                                                                                   | Christiane Weber Alrun Urbach RFA                                                                  |
| Cuatro sin timonel ligero LW4- | Zhang Huajie Liang Sanmei Zeng Meilan Lin Zhiai China | Sue Key Rachel Hirst Joanna Toch Katharine Brownlow Reino Unido                                                                              | Karin Zobeley Cornelia Cichy Ute Zobeley Claudia Engels RFA                                        |

## Medallero
| Núm. | País           | Oro | Plata | Bronce | Total |
| ---- | -------------- | --- | ----- | ------ | ----- |
| 1    | RDA            | 7   | 3     | 0      | 10    |
| 2    | Rumania        | 3   | 3     | 1      | 7     |
| 3    | RFA            | 3   | 0     | 5      | 8     |
| 4    | Italia         | 2   | 2     | 0      | 4     |
| 5    | Países Bajos   | 2   | 1     | 1      | 4     |
| 6    | Estados Unidos | 2   | 1     | 0      | 3     |
| 7    | China          | 1   | 1     | 1      | 3     |
| 8    | Austria        | 1   | 0     | 2      | 3     |
| 9    | Noruega        | 1   | 0     | 0      | 1     |
| 10   | Reino Unido    | 0   | 2     | 3      | 5     |
| 11   | Checoslovaquia | 0   | 2     | 1      | 3     |
| 12   | Bélgica        | 0   | 2     | 0      | 2     |
| 13   | Nueva Zelanda  | 0   | 1     | 1      | 2     |
| 13   | URSS           | 0   | 1     | 1      | 2     |
| 15   | Dinamarca      | 0   | 1     | 0      | 1     |
| 15   | España         | 0   | 1     | 0      | 1     |
| 15   | Suiza          | 0   | 1     | 0      | 1     |
| 18   | Bulgaria       | 0   | 0     | 2      | 2     |
| 19   | Francia        | 0   | 0     | 1      | 1     |
| 19   | Hungría        | 0   | 0     | 1      | 1     |
| 19   | Suecia         | 0   | 0     | 1      | 1     |
| 19   | Yugoslavia     | 0   | 0     | 1      | 1     |
|      | TOTAL          | 22  | 22    | 22     | 66    |